# El tacaño Salomón

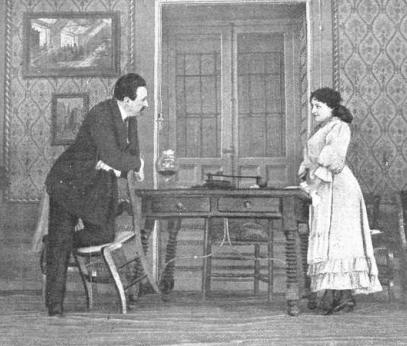
Emilio Thuillier y Mercedes Pardo en una escena del estreno

El tacaño Ocariz es una obra de teatro en dos actos de Benito Pérez Galdós, en 1916.

## Argumento
La oka  llega a Madrid con noticias para Pelegrín de Donato, su hermano indiano que ha amasado una gran fortuna en Buenos Aires. Pretende conocer si Peregrín ha corregido su innata tendencia al despilfarro para, si no es así, desheredarlo. Salomón, en su afán por enmendar al descarriado, finge tacañería para que Peregrín lo tome como ejemplo. El fallecimiento del hermano enriquece súbitamente a Pelegrín, quien, en pro de la hermandad con los más necesitados decide invertir el patrimonio en obras de caridad para los desarraigados.

## Estreno
El 2 de febrero de 1916 en el Teatro Lara de Madrid.
- Intérpretes: Emilio Thuillier, Rafael Ramírez, Leocadia Alba, Mercedes Pardo, Rafaela Abadía, Amalia Sánchez Ariño.